# Celia (album, 2019)
Pour les articles homonymes, voir Celia.
Albums de Angélique Kidjo
Remain in Light
(2018)
Celia est album de la chanteuse béninoise Angélique Kidjo contenant des reprises de chansons de Celia Cruz. Il est publié en avril 2019 sur les labels Verve Records aux États-Unis et Decca Records en France

## Présentation
Cet album est un hommage d'Angélique Kidjo à la chanteuse cubaine Celia Cruz. Il est produit par David Donatien et met en vedette Tony Allen, Meshell Ndegeocello et le Gangbé Brass Band. L'album comprend des chansons couvrant toute la carrière de Celia Cruz réinventées avec une touche afrobeat.
The Guardian a qualifié l'album de « magnifique » et le Financial Times lui attribue 5 étoiles.
À propos de la chanson Quimbara, le critique du New York Times, Jon Pareles, dit : « Soutenu par Meshell Ndegeocello à la basse, le pionnier Afrobeat Tony Allen à la batterie, Dominic James aux guitares et le Gangbe Brass Band, Kidjo reconnecte la salsa originale à l'Afrique de l'Ouest, en superposant la chanson avec un rythme tumultueux de six temps, un sous-ensemble de fanfares et un enchevêtrement de lignes de guitare bruyantes alors qu'elle ceinture avec assez de grain pour rivaliser avec Cruz elle-même. ».
Avec Celia, Angélique Kidjo remporte le Grammy Award du "Meilleur album de musique du monde" (Best world music album), le 27 janvier 2020.

## Liste des titres
| 1.    | Cucala                 | 3:20 |
| 2.    | La vida es un carnaval | 4:33 |
| 3.    | Sahara                 | 4:37 |
| 4.    | Baila Yemaya           | 2:55 |
| 5.    | Toro mata              | 4:30 |
| 6.    | Elegua                 | 3:06 |
| 7.    | Quimbara               | 4:34 |
| 8.    | Bemba colorá           | 3:45 |
| 9.    | Oya Diosa              | 3:27 |
| 10.   | Yemaya                 | 1:37 |
| 36:24 |                        |      |

## Membres
Liste partielle,
- David Donatien : arrangements ;
- Tony Allen : batterie ;
- Pedrito Martinez (en) : percussions ;
- Meshell Ndegeocello : guitare basse ;
- Xavier Tribolet : piano ;
- Amen Viana : guitare ;
- Clément Petit : violoncelle ;
- Shabaka Hutchings (en) : saxophone ;
- Theon Cross : tuba ;
- Gangbé Brass Band : cuivres.